# Bazilika Lurške Matere Božje, Brestanica
Bazilika Lurške Matere Božje, imenovana tudi Slovenski Lurd, je bazilika in romarska cerkev ter župnijska cerkev Župnije Brestanica. Leži v središču Brestanice, nedaleč od Krškega.
Cerkev dandanes sodi med največje v Sloveniji, je največja v Posavju, in zaradi izredne velikosti in arhitekture zbuja občudovanje, ter je cilj tako domačih kot tudi tujih turistov. Gradili so jo med letoma 1908 in 1914. Je mogočna triladijska cerkev v neoromanskem slogu in spada med najlepše historizirajoče sakralne objekte na Slovenskem. Cerkev je ena izmed sedmih bazilik v Sloveniji ter ena izmed dveh v Škofiji Celje (druga je v Petrovčah).

## Gradnja
Prve ideje o gradnji nove župnije v kraju, segajo daleč nazaj, v konec 19. stoletja. Zaradi težkih gospodarskih razmer je bila pobuda za izgradnjo cerkve podana v začetku 20. stoletja, pod okriljem kaplana Jožefa Cerjaka. S pripravo na gradnjo cerkve se je začelo leta 1900. Leta 1901, ko so dobili potrebna dovoljenja, so 17. maja začeli vpisovati ude Cerkvene stavbe družbe Marije Lurške in tako zbirati denar za gradnjo nove cerkve. Pri gradnji so s svojimi prispevki sodelovali vsi Slovenci iz vseh koncev domovine in tujine, ki so imeli za cilj zbrati vsako leto določeno vsoto denarja. Tako je cerkev tudi dobila naslov Slovenski Lurd. Razposlal je glasila vsem članom in začel zbirati denar. Prvi in največji dar pa je bilo zemljišče, ki ga je za stavbo in župnišče prispevala domačinka Ana Korban.
Sama gradnja se je začela leta 1908 ob trojnem jubileju, kar pričajo tudi vzidane plošče pri glavnem oltarju: 50-letnici Marijinih prikazovanj v Lurdu, zlati maši papeža Pija X. in 60-letnici vladanja cesarja Franca Jožefa I. Temeljni kamen je blagoslovil knezoškof Mihael Napotnik 16. julija.
Cerkev je gradilo gradbeno podjetje G. Tonnies iz Ljubljane za 98.000 kron brez materiala. V dveh letih je bila stavba cerkve pokrita. Tesarska dela je za 7.200 kron (brez materiala) opravil tesar Venčeslav Jirkal iz Zagreba. Šamoten tlak so položili češki mojstri iz Vakovice pri Pragi. 18. aprila je brestaniški trapistovski opat blagoslovil križa za oba zvonika, ki sta bila še isti dan nameščena.
Istega leta, 26. septembra, je škof Napotnik v lurški votlini v Franciji blagoslovil kip Lurške Marije za glavni oltar in svetega Jožefa za stranski oltar. 29. septembra 1910 pa je v Peray-le-Monialu blagoslovil kip Srca Jezusovega za drugi stranski oltar. Vse tri kipe je izdelalo podjetje Raffl iz Pariza. Novembra so vgradili tudi barvna okna, ki jih je izdelalo podjetje Neuhauser Dr. Jele & C. iz Innsbrucka.
V letu 1911 so cerkev poslikali. Poslikal jo je Osvaldo Bierti iz Gemone, podobe rožnega venca, alegorije vere, upanja in ljubezni pa so delo akademskega slikarja Petra Markoviča iz Roža na Koroškem, ki je kasneje naslikal tudi smrt svetega Jožefa in prikazanje Srca Jezusovega sveti Marjeti Alakok nad stranskima oltarjema. Glavni oltar in prižnico je izdelal kamnosek Feliks Toman (1855-1939), stranska oltarja pa Vincenc Čamernik (1871-1936), oba iz Ljubljane. Oltar Žalostne Matere Božje in Božji grob je naredil J. Mayer iz Münchna. Križev oltar je delo podobarja iz Malega Kamna. Krstni kamen je izdelal Čamernik.
Cerkev in glavni oltar sta bila slovesno posvečena 2. julija 1914. Posvečeval je Mihael Napotnik, obredi pa so trajali 5 ur. Navzočih je bilo več tisoč romarjev iz vse Slovenije. Prav tisti dan in čas so po železnici čez Brestanico peljali na Dunaj v sarajevskem atentatu ubitega prestolonaslednika Franca Ferdinanda in ženo Zofijo.
Z apostolsko listino številka 116/29 papeža Pija XI. z dne 8. junija 1929 je bila cerkev Lurške Marije v Brestanici, tedanjem Rajhenburgu, odlikovana z naslovom basilica minor in pridružena Liberijanski baziliki Marije Snežne v Rimu s 1. oktobrom 1929. 8. septembra je škof Andrej Karlin najprej blagoslovil orgle, delo mojstra Josipa Brandla iz Maribora, in prižnico, potem pa slovesno razglasil lurško cerkev za baziliko, vernikom razložil pomen in jim naročil, naj jo vselej imenujejo le bazilika.

## Arhitektura in notranja oprema
Osnovni stil cerkve je neoromanski, v triladijski obliki. Svetišče so pred posvetitvijo opremili številni domači in tuji umetniki, eden glavnih arhitektov je bil Hans Pascher iz Gradca.
Cerkev je včasih imela 5 zvonov, veliki je tehtal 6200 kg. Žal so med vojno zvonove pobrali, tako da so danes v zvoniku trije železni zvonovi.

### Orgle
Orgle so delo mariborskega orglarskega mojstra Josipa Brandla. Narejene so bile leta 1928 kot opus 130 (od okoli 150 vseh Brandlovih orgel). Z 39 registri in 2572 piščalmi so njegove največje orgle. Leta 2002 jih je restavriral (vendar ne posodobil) mojster Simon Kolar.
| Dispozicija | Dispozicija | Dispozicija | Dispozicija |
| I. manual | II. manual | III. manual | Pedal |
| --- | --- | --- | --- |
| 1. Burdon 16' 2. Principal 8' 3. Burdon 8' 4. Harm. flavta 8' 5. Gamba 8' 6. Rog 8' 7. Dolce 8' 8. Oktava 4' 9. Cevna flavta 4' 10. Superoktava 2' 11. Mixtura IV-V 2 2/3' 12. Tromba 8' | 13. Flavtni principal 8' 14. Dvojna flavta 8' 15. Flauto amabile 8' 16. Viola d' amore 8' 17. Kvintaten 8' 18. Salicional 8' 19. Prestant 4' 20. Fl. Travers 4' 21. Salicet 4' 22. Kvinta 2 2/3' 23. Piccolo 2' 24. Terca 1 3/5' 25. Cornettino 8' 26. Angelski rog 8' | 27. Violin. principal 8' 28. Filomela 8' 29. Aeoline 8' 30. Vox celestis 8' 31. Flauto dolce 4' 32. Dubleta 2 2/3' | 33. Principal bas 16' 34. Subbas 16' 35. Violon bas 16' 36. Burdon 16' 37. Salicet bas 16' 38. Oktavni bas 8' 39. Bordonal 8' |

## Galerija
- Pročelje
- Glavni vhod
- Notranjost
- Glavni oltar
- Levi stranski oltar
- Cerkev v letu 1929, ko je dobila status bazilike